# 装甲菌属
装甲菌属（学名：Armatimonas）是装甲菌科下的一个属。本属由Tamaki等人于2011年设立。本属只有玫瑰装甲菌 Armatimonas rosea Tamaki et al., 2011一种。

## 下属物种
本属包括以下物种：
- 玫瑰装甲菌 Armatimonas rosea Tamaki et al., 2011